# 托马斯·利戈蒂
托马斯·利戈蒂（英語：Thomas Ligotti；1953年7月9日—）是美国当代恐怖作家。他的作品植根于几种文学体裁——最突出的是怪异小说——被评论家描述为哲学恐怖作品，通常形成哥特式小说传统的短篇小说和长篇小说。利戈蒂在其小说和非小说中信奉的世界观是悲观和虚无。《华盛顿邮报》称他是 "当代恐怖小说中最好的秘密"。